# تورزا، شهرستان زویرکیه
تورزا، شهرستان زویرکیه (به لاتین: Turza, Zawiercie County) یک منطقهٔ مسکونی در لهستان است که در Gmina Łazy واقع شده‌است.